# Demantshringurinn

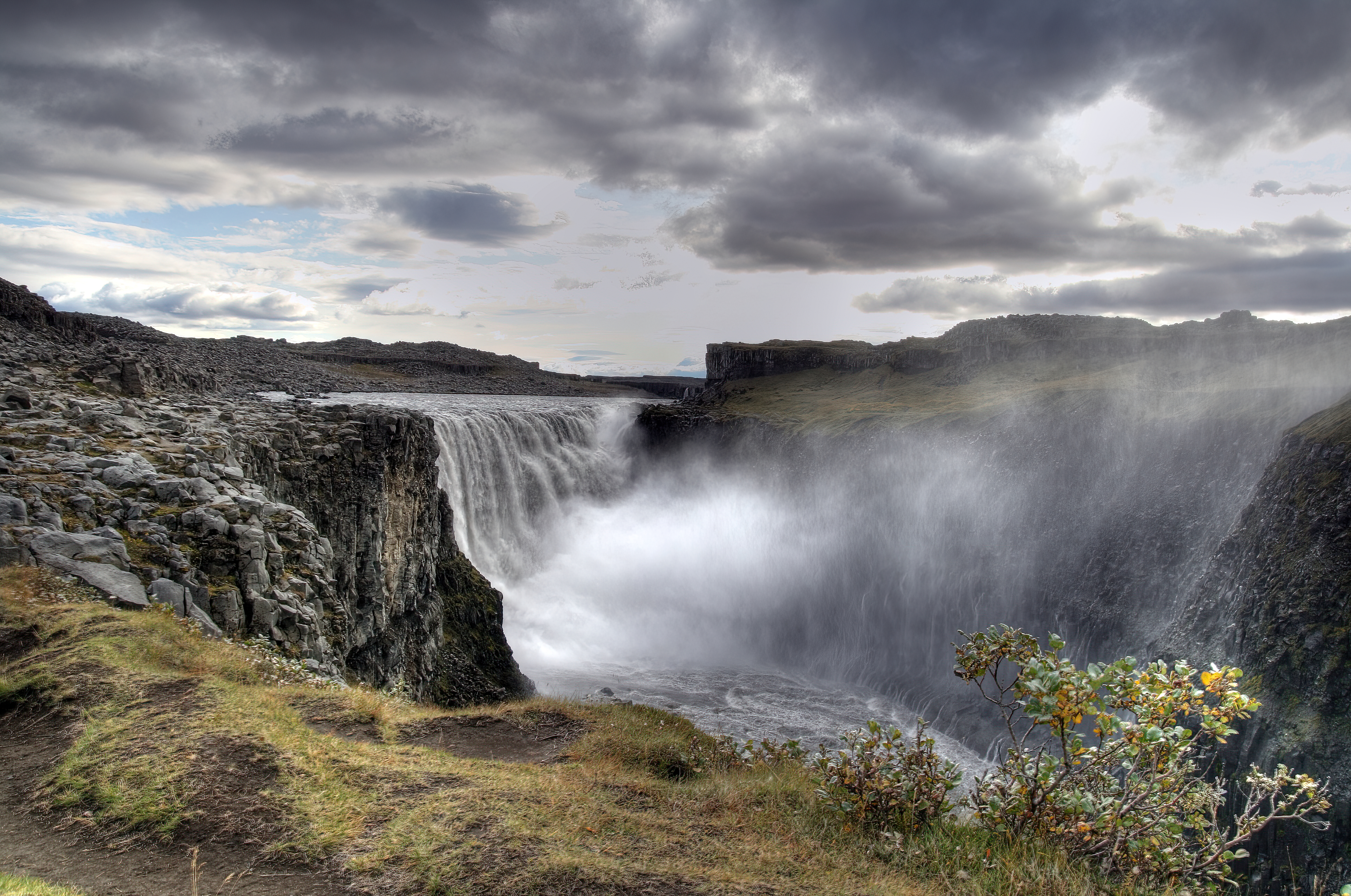
Waterval Dettifoss is een van de meest bezochte bezienswaardigheden van de Demantshringurinn

Demantshringurinn (IJslands voor Diamantcirkel, vaak aangeduid met de Engelse naam Diamond Circle) is een ongeveer 260 kilometer lange populaire toeristische route in Noord-IJsland. De vier belangrijkste stops zijn het dorp Húsavík, de kliffen van Ásbyrgi, het meer Mývatn alsook Dettifoss, de krachtigste waterval van Europa. Andere bezienswaardigheden die deel uitmaken van Demantshringurinn zijn Nationaal park Vatnajökull, de watervallen Goðafoss en Æðarfossar, natuurreservaat Dimmuborgir, de rotsformaties van Hljóðaklettar en het schiereiland Tjörnes. Demantshringurinn beslaat een gebied dat rijk is aan vulkanische en geothermische kenmerken.
De Diamond Circle Society is een non-profitorganisatie die zich toelegt op het promoten en beschermen van Demantshringurinn en de omliggende streek in Noord-IJsland.